# Tony Bedard
Antony J. L. Bedard est un écrivain et éditeur américain qui travaille dans l'industrie des bandes dessinées depuis 1992 et dans l'industrie des jeux vidéo depuis 2012. Ses œuvres les plus connues dans l'industrie du jeu vidéo incluent plusieurs volets de la franchise Call of Duty, tels que Black Ops 4, Black Ops Cold War, Vanguard et Modern Warfare III. En tant qu'écrivain, il est connu pour la co-création de Negation et pour ses écrits sur Route 666 pour CrossGen Comics, ainsi que pour sa participation à la série dérivée des X-Men de Marvel Comics Exiles, et pour plusieurs séries chez DC Comics, dont Birds of Prey, Green Lantern: New Guardians, Supergirl, et une trilogie de bandes dessinées exclusives de San Diego Comic-Con impliquant Colonel Sanders. Il a également écrit le scénario du film d'animation de 2008 Turok: Son of Stone.

## Contexte
Lorsque Bedard était à l'université, il était membre du chapitre Alpha Gamma de la fraternité Delta Sigma Phi. Pendant qu'il en faisait partie, il a commencé à écrire des bandes dessinées sur ses amis de la fraternité, utilisant "Tonan le Barbare" comme surnom.

## Carrière
Tony a commencé son travail dans l'industrie de la bande dessinée en tant que stagiaire chez Valiant Comics en 1992. Là, il a grimpé les échelons, d'abord en lettrant certaines des bandes dessinées de Valiant, avant de devenir l'éditeur et scénariste de plusieurs titres, dont Rai, Psi-Lords et Magnus Robot Fighter. Ses premiers travaux sont crédités sous son nom complet : Antony J.L. Bedard. Après Valiant, Tony est passé au travail freelance pour Broadway, Malibu et Crusade Comics. Avec Crusade, il a écrit les deux premiers numéros de Shi: The Series.
En 1997, Tony a pris un poste éditorial chez DC Comics, où il a travaillé sur plusieurs projets, dont JLA, Aquaman, Wonder Woman et la série mensuelle Hourman. Il est ensuite passé à l'imprint Vertigo, où il a édité plusieurs titres mensuels, dont Transmetropolitan, War Stories de Garth Ennis, et le titre le plus long de Vertigo, Hellblazer.
En 2001, Bedard a signé un contrat exclusif avec CrossGen Comics. Bedard a apporté son expertise éditoriale à la société et a pris en charge l'écriture du titre de lancement de CrossGen, Mystic. Il a co-créé Negation avec Mark Waid et Paul Pelletier. Il a écrit plusieurs séries pour CrossGen, y compris le comics Route 666 et la parodie d'espionnage Kiss Kiss Bang Bang. Bedard écrivait la mini-série crossover Negation War lorsque CrossGen a déposé le bilan ; en conséquence, seulement deux numéros de la série ont été publiés, et Bedard est devenu le dernier scénariste du Sigilverse.
Après CrossGen, Bedard a commencé à travailler sur la série Marvel Comics Exiles, qu'il a écrite pendant 44 numéros et un annuel. Initialement annoncé pour quitter Exiles avec le #83, son passage a été prolongé de six numéros en raison de Chris Claremont étant diagnostiqué avec un stress cardiaque. Bedard a également scénarisé Uncanny X-Men #472-473 et l'annuel #1, avec des intrigues de Claremont, et a été le seul scénariste de Uncanny X-Men #474. En dehors de Exiles, il a eu plusieurs projets secondaires, dont la mini-série Spider-Man : Breakout et les six derniers numéros du comics mensuel Rogue.
Bedard a ensuite commencé à écrire pour d'autres éditeurs de bandes dessinées. Avec Image Comics, Bedard a lancé une mini-série qu'il a créée intitulée Retro Rocket, et il a coécrit trois numéros de Supergirl et la Legion of Super-Heroes de DC Comics, en aidant son ancien collègue de CrossGen Mark Waid.
Après avoir terminé son passage sur Exiles, Tony est revenu chez DC Comics et a travaillé sur une histoire dans JSA: Classified. Lors de la convention WonderCon, Bedard a annoncé qu'il avait signé un contrat exclusif de deux ans avec DC Comics. Ses premiers projets annoncés comprenaient l'écriture de parties de la nouvelle série hebdomadaire Countdown, un arc de six numéros sur Supergirl and the Legion of Super-Heroes, et une mini-série de quatre numéros sur Black Canary. Bedard a ensuite écrit des arcs sur Supergirl et Birds of Prey, ainsi que contribué à l'événement The Outsiders du cinquième mois en août. Il a été l'écrivain régulier de Birds of Prey de #118 jusqu'à la fin de la série avec #127.
En 2007, Bedard a écrit le scénario du long-métrage d'animation Turok: Son of Stone, sorti en 2008. Le film est notable pour avoir inclus des acteurs autochtone d'Amérique et Premières Nations dans son casting, tels que Adam Beach, Irene Bedard, Adam Gifford, Graham Greene, Russell Means, Tatanka Means, et Cree Summer.
En 2009, Bedard est passé à plusieurs projets chez DC, le premier étant une toute nouvelle série mensuelle intitulée R.E.B.E.L.S. avec l'artiste Andy Clarke, qui a débuté en février,. En 2010, Bedard est devenu l'écrivain principal de Green Lantern Corps à partir du numéro 48, coïncidant avec le début de l'événement crossover Brightest Day, et en 2011, il a lancé la série bi-hebdomadaire DC Universe Online: Legends, coécrite avec Marv Wolfman et Tom Taylor.
Dans le cadre de l'initiative New 52 de DC en 2011, Bedard est devenu l'écrivain principal de Green Lantern: New Guardians et Blue Beetle. Blue Beetle a duré 16 numéros et un numéro Zéro, et a été annulée en janvier 2013. Bedard a quitté Green Lantern: New Guardians lorsque tous les titres Green Lantern ont changé d'équipes créatives avec le départ de Geoff Johns du titre principal en mai 2013. Lorsque DC a relancé le titre d'anthologie de fantasy Sword of Sorcery en 2012, Bedard a écrit la première histoire de soutien, mettant en scène Beowulf. En décembre 2013, Bedard est revenu à Supergirl en tant qu'écrivain principal à partir du numéro 26.
En 2012, Bedard est devenu scénariste chez Volition, contribuant à Saints Row IV et Agents of Mayhem. En 2017, il a rejoint Treyarch, où il a contribué aux scripts, aux scénarios et aux conceptions de personnages pour divers jeux Call of Duty, tels que Black Ops 4, Black Ops Cold War, Vanguard et Modern Warfare III. Il est actuellement Senior Writer II chez Treyarch, développant du contenu pour le mode Zombies des prochaines sorties de Call of Duty.